# Michael Grenda
Michael Ronald Grenda, OAM (nascido em 24 de abril de 1962) é um ex-ciclista de estrada e pista australiano.
Nos Jogos Olímpicos de Verão de 1984, em Los Angeles, ele foi o vencedor e recebeu a medalha de ouro na prova de perseguição por equipes, juntamente com Dean Woods, Kevin Nichols e Michael Turtur. Na prova de perseguição individual, Grenda terminou na oitava colocação. Tornou-se um ciclista profissional em 1986 e competiu até o ano de 1991.